# Stahlmann (Band)
Stahlmann ist eine deutsche Rockband, die 2008 in Göttingen gegründet wurde und zur Musikrichtung Neue Deutsche Härte gezählt wird.

## Geschichte
Die Band wurde 2008 in Göttingen gegründet. Die Band bestand zunächst aus Mart und Alex, später stieß Tobi hinzu. Im folgenden Jahr, 2009, wurde die Debüt-EP Herzschlag veröffentlicht, mit welcher die Band in die Top 20 der Deutschen Alternativecharts einstieg. Durch Konzerte mit namhaften Künstlern aus dem Metal- und Mittelalter-Rock-Bereich, wie unter anderem Doro, In Extremo und Saltatio Mortis, baute Stahlmann seinen Bekanntheitsgrad stetig aus.
2010 ging Stahlmann auf eine Tour, die vom Musikmagazin Zillo präsentiert wurde. Das Debütalbum Stahlmann wurde am 17. September 2010 über das Plattenlabel AFM Records veröffentlicht. Am 3. September erschien die Single Hass Mich…Lieb Mich.
Ebenfalls im September 2010 war die Band als Support für Eisbrecher in Deutschland, Österreich und der Schweiz unterwegs. Gerade durch diesen Supportslot erhielten Stahlmann in der NDH-Szene große Aufmerksamkeit.
Das zweite Album mit dem Namen Quecksilber erschien am 20. Januar 2012 und schaffte in der ersten Woche den Charteinstieg auf Platz 39 der deutschen Albumcharts.
Aus privaten Gründen verabschiedete sich zwischenzeitlich Bandmitglied Alex von der Band, steht dieser aber nach wie vor zeitweise für Shows zur Verfügung. Bis Ende 2012 nutzen Stahlmann diverse Gastmusiker für Liveshows.
Am 1. März 2013 erschien mit Süchtig die erste Singleauskopplung des dritten Albums Adamant. Die Single ist bereits am Veröffentlichungstag ausverkauft gewesen und erreichte Platz 6 in den Deutschen Alternativcharts.
Mit dem neuen Musikvideo zur zweiten Singleauskopplung Schwarz präsentierte Stahlmann am 5. April 2013 auch seine neue Besetzung, bestehend aus Martin Soer am Gesang, Tobi Berkefeld an den Gitarren, Niklas Kahl am Schlagzeug und AblaZ am Bass. Teufel, der Sänger von Tanzwut, hat ebenfalls einen Gastauftritt in diesem Song.
Nachdem bei den bisherigen Produktionen ruhigere Songs übrig geblieben waren, die nicht zur üblichen Bandrichtung passten, beschloss Soer zusammen mit dem Elektro-Musiker Neill Freiwald von Incubite ein Nebenprojekt mit dem Namen Sündenklang zu gründen. Auch AblaZ und Kahl schlossen sich der Elektro-Goth-Band an, die Anfang 2014 ein Album veröffentlichte. Als Berkefeld im Herbst 2013 Stahlmann aus beruflichen Gründen verließ, wurde dessen Posten von Freiwald übernommen, so dass beide Bands von da an in gleicher Besetzung unterwegs waren.
Am 18. November 2014 gab Freiwald bekannt, dass er seine Mitarbeit an den Bands Stahlmann und Sündenklang aufgrund zeitlicher Engpässe beendet.
Am 7. Februar 2015 verließ Schlagzeuger Niklas Kahl die Band, da er sich „zunehmend immer weniger mit der Band identifizieren“ könne. Zusammen mit Freiwald wolle er sich in einem neuen Projekt namens Erdling betätigen.
Zum Rockharz-Festival 2015 gab Johannes (Duese) Thon von Das Ich als Live-Keyboarder sein Debüt und begleitete Stahlmann für einige Shows. Seit Anfang 2016 treten Stahlmann allerdings wieder ohne Live-Keyboarder auf. Im November 2017 gaben Herzig und Thiele bekannt, sich aus Zeitgründen aus dem Projekt zurückzuziehen. Während Herzig mit Schattenmann bereits seit 2016 aktiv ist, gründete Thiele mit Djatlow Pass ein eigenes Projekt.
Am 9. Januar 2020 gab AblaZ in einem Statement bekannt „eine längere Pause bei Stahlmann einlegen zu müssen“, da er sich auf sein Projekt Nachtblut konzentrieren möchte.

## Rezeption
Das Debütalbum Stahlmann wurde gemischt aufgenommen. Musikreviews bemängelt die „stoischen Rhythmen, EBM-Rudimente und Simpel-Riffs“, lobt aber die „Kreativität“ des Debütalbums Stahlmann. Metal.de bewertet das Album als „zu glattgebügelt, zu radiotauglich und ohne echte Ecken und Kanten“. The SPINE lobt den Gesang des Debütalbums, bemängelt aber wie andere Magazine die geringe Originalität.

## Diskografie
Studioalben

| Jahr | Titel Musiklabel                            | Höchstplatzierung, Gesamtwochen, AuszeichnungChartsChartplatzierungen (Jahr, Titel, Musiklabel, Platzierungen, Wochen, Auszeichnungen, Anmerkungen) | Anmerkungen                              |
| Jahr | Titel Musiklabel                            | DE | Anmerkungen                              |
| ---- | ------------------------------------------- | --- | ---------------------------------------- |
| 2010 | Stahlmann AFM Records (Soulfood)            | — | Erstveröffentlichung: 17. September 2010 |
| 2012 | Quecksilber AFM Records (Soulfood)          | DE39 (1 Wo.)DE | Erstveröffentlichung: 20. Januar 2012    |
| 2013 | Adamant AFM Records (Soulfood)              | DE34 (1 Wo.)DE | Erstveröffentlichung: 19. April 2013     |
| 2015 | CO2 AFM Records (Soulfood)                  | DE22 (1 Wo.)DE | Erstveröffentlichung: 28. August 2015    |
| 2017 | Bastard AFM Records (Soulfood)              | DE36 (1 Wo.)DE | Erstveröffentlichung: 19. Mai 2017       |
| 2019 | Kinder der Sehnsucht AFM Records (Soulfood) | DE37 (1 Wo.)DE | Erstveröffentlichung: 22. März 2019      |
| 2021 | Quarz AFM Records (Soulfood)                | DE78 (1 Wo.)DE | Erstveröffentlichung: 10. Dezember 2021  |
| 2024 | Phosphor Out of Line (RTD)                  | DE50 (1 Wo.)DE | Erstveröffentlichung: 23. August 2024    |